# Гурняк, Карл Адамович
Карл Адамович Гурняк (1 ноября 1895 — середина 1950-х годов) — советский киноактёр.

## Биография
Родился 1 ноября 1895 года. Часть жизни пробыл в Польше, возможно по национальности являлся поляком.
С 1907 года по 1914 год был рабочим-прядильщиком на хлобчатобумажном комбинате в Польше. С 1914 года по 1918 год являлся военным музыкантом в польском батальоне старой русской армии. С этого же 1918 года по 1922 год трудился рабочим на огороде и носильщиком. С 1923 года по 1924 год работал помощником завклуба в качестве актёра рабочего клуба им. Люксембург в Минске. В 1921 году окончил  курсы киноактёров в польском городе Лодзь. С 1925 года начал сниматься в кинематографии. В 1927 году окончил ГТК, с этого же года продолжил сниматься в фильмах, но уже на различных киностудиях страны. С 1941 года по 1948 год служил в качестве актёра на киностудии «Союздетфильм».
Ушёл из жизни в молодом возрасте, в середине 1950-х годов.

## Фильмография
- 1925 — Крест и маузер — эпизод
- 1925 — Медвежья свадьба — лакей
- 1928 — Потомок Чингисхана — английский солдат
- 1929 — Её путь — Ян
- 1929 — Привидение, которое не возвращается — рабочий
- 1930 — Ненужная вражда — осветитель кинофабрики
- 1933 — Дезертир — Отто
- 1933 — Изменник родины — Стефан
- 1934 — Любовь Алёны — Гетвуд
- 1934 — Пышка — немецкий солдат
- 1935 — Семь сердец — начальник геологоразведочной группы
- 1938 — Люди долины Сумбар — начальник станции
- 1938 — Юные коммунары — Монтенье
- 1940 — Суворов — генерал Ауфенберг
- 1942 — Принц и нищий — бродяга и лорд
- 1942 — Сын Таджикистана — немецкий офицер
- 1943 — Лермонтов — офицер
- 1943 — Март-апрель — немец
- 1944 — Зоя — Петров
- 1945 — Это было в Донбассе — рабочий/немецкий офицер
- 1945 — Пятнадцатилетний капитан — эпизод
- 1946 — Адмирал Нахимов — французский министр
- 1946 — Крейсер «Варяг» — итальянский офицер
- 1946 — Сын полка — немецкий солдат
- 1947 — Рядовой Александр Матросов — немецкий офицер
- 1947 — Сельская учительница — шпик